# Macario Gómez Quibus
Macario Gómez Quibus (Reus, 8 de marzo de 1926-Olesa de Montserrat, 20 de julio de 2018) fue un cartelista cinematográfico español, conocido artísticamente como “Mac”, residente en Olesa de Montserrat, Barcelona desde los años 1970 hasta su muerte. Sus carteles se caracterizan por la creatividad, el inconformismo y la armonía. En 2013 fue nombrado miembro de honor de la Academia del Cine Catalán. La Generalidad de Cataluña le otorgó la Cruz de Sant Jordi en 2014.

## Biografía
Mac nació en Reus, ciudad a la que se habían trasladado sus padres desde Fraga (Huesca), donde trabajaban de labradores. En 1928, su padre murió en un accidente laboral y él fue internado en la Casa de la Caridad de Reus, en 1931. Allí fue donde empezó su inquietud por el dibujo.
En 1935 volvió a su casa e ingresó en la Escuela de Bellas Artes de Reus, entonces gratuita. Pero su estancia allá duró poco, puesto que al cabo de pocos meses estalló la Guerra Civil.
Finalizada la guerra, la situación era insostenible. Se fue a vivir a San Julián de Boada, Gerona, con su abuelo. Después de unos cinco años vuelve con su madre, pero esta vez a Barcelona, donde ella encontró trabajo en una portería de la ciudad.
En  1946, con veinte años, visitó el Museo de Arte Moderno de Barcelona y quedó impactado por la obra de Mariano Fortuny. Pasó días estudiando cada centímetro de las obras del pintor reusense, y esto lo decide a retomar sus estudios, en la Escuela de Bellas Artes de Barcelona.
La mediación de su hermana, que trabajaba en casa de la familia Castañé, hizo posible que entrase a trabajar en el estudio gráfico Estudio Domínguez, que se encargaba de la decoración de las fachadas de los cines que regentaba esta familia. Compaginó el trabajo en el estudio con los encargos de dibujos a pluma, que hacía por la noche en su casa, para hacer anuncios de publicidad en prensa.
En 1947 fue llamado a filas. El destino militar es la misma ciudad de Barcelona, lo que le permitió continuar trabajando en el trabajo de la promoción cinematográfica.
Poco antes de acabar el servicio militar, murió su madre. Fue entonces cuando decidió centrar todos sus esfuerzos en conseguir un trabajo que hiciera realidad sus sueños. Empezó a trabajar en publicidad de todo tipo, compaginándola con los encargos de Castañé.
En 1952 fue contratado por el famoso estudio de diseño publicitario de Martí Clavé y Picó, Esquema. En ellos realizó el cartel de Ivanhoe, y fue felicitado por un alto ejecutivo de la Metro Goldwyn Mayer.

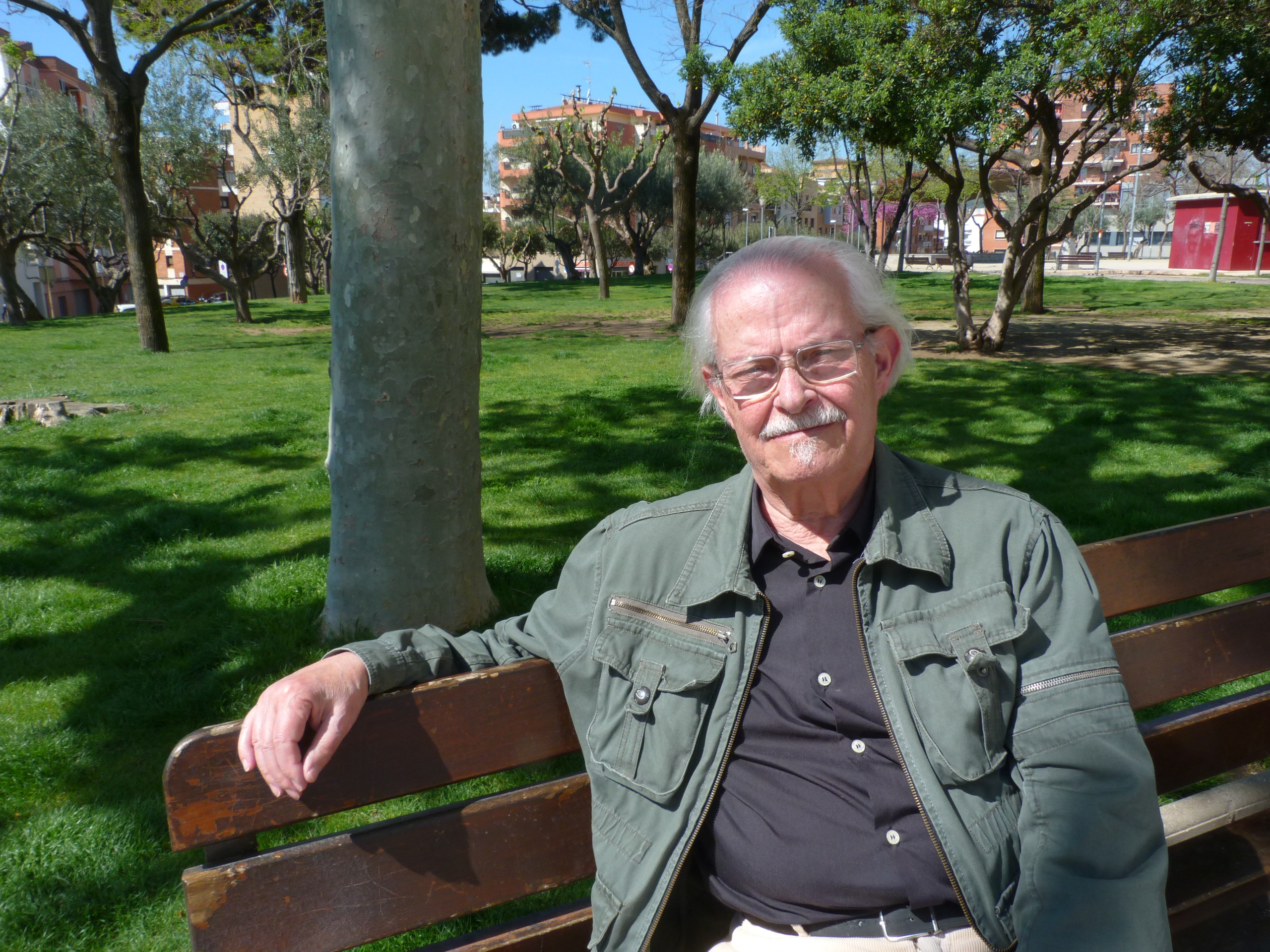
En el Parque Municipal de Olesa de Montserrat, abril de 2014

Una vez casado, la distribuidora Tandem Films, que inició sus actividades, se instaló en el mismo edificio en el que reside el matrimonio. Pocos tiempo después, Macari recibió el encargo de hacer todo el material publicitario de la temporada inaugural de la distribuidora. Este trabajo se convirtió en su mejor tarjeta de presentación y en 1955 ya empezó a firmar sus obras con el nombre de MAC (Nagana es su primer cartel firmado de esta manera).
Su gran oportunidad le llegó de la mano de Paramount, con la película Los Diez Mandamientos, estrenada el 1956. Se le encarga hacer el cartel más grande de la campaña, de tres hojas. El éxito es tan descomunal que también le encargaron una docena de originales a pluma de diferentes contenidos y medidas. El mismo Charlton Heston mostró su admiración y se interesó por conocerlo personalmente. Se encontraron en Madrid en 1959 y Macari le regaló un retrato especial del Moisés de la película. El actor tuvo colgado el cuadro en su despacho y todo el mundo que lo veía quedaba enamorado de él.
En España, tanto Pepe Isbert cómo Sara Montiel fueron admiradores de Macari, al igual que Stanley Kramer, Salvador Dalí, Marlon Brando, George Lucas, Sophia Loren, Jayne Mansfield, entre otros. Kirk Douglas declaró ser un buen admirador de Mac, motivo por el cual tenía en su colección particular el original de Los justicieros del Oeste, un wéstern estrenado en 1975.
Durante los años 60 y 70 Mac no paró ni un momento: trabajaba en carteles tanto de estrenos como de reposiciones, y hacía nuevas versiones de carteles que ya había hecho. Era un artista independiente y cogía encargos de todas las distribuidoras estadounidenses del momento.
En aquellos años recibió ofertas para ir a trabajar en los Estados Unidos y París, aun así escogió quedarse con la familia, a la consideraba fuente de inspiración creativa.
En la década de los 80, llegó el vídeo y, con ello, una crisis en las salas de cine que hizo replantear el diseño de los carteles hacia soluciones más fáciles y económicas. Los cartelistas ya no estaban tan solicitados y se usaba la fotografía como objeto del cartel. Mac acabó su carrera creando carátulas para vídeos, sobre todo para las distribuidoras Video Technics y Embassy, pero, a pesar de que el formato era mucho más pequeño, la calidad y maestría se acentuaron y llegó a crear auténticas joyas. Su último cartel fue el de la película El placer de matar, del año 1988.
Falleció el 20 de julio de 2018 a los 92 años.

## Obra
Mac ha sido reconocido como el último gran cartelista. Más de 4000 creaciones, entre carteles, guías, plumas de prensa y carátulas de vídeo, dan testimonio de sus grandes dotes artísticas, que merecieron el reconocimiento en Hollywood. Algunos de sus carteles más destacados son: Ivanhoe (1952), Moulin Rouge (1953), La tentación vive arriba (1955), Mientras Nueva York duerme (1956), Los Diez Mandamientos (1956), El zurdo (1958), La momia (1959), Carmen la de Ronda (1959), El Cid (1961), Pecado de amor (1961), Desde Rusia con amor (1963), El verdugo (1963), La muerte tenía un precio (1965), El doctor Zhivago (1965), Primera plana (1974), Lucky Luciano (1974) o Los justicieros del Oeste (1975).

## Premios
Premios Sant Jordi
| Año  | Categoría                           | Resultado |
| ---- | ----------------------------------- | --------- |
| 2008 | Premio a la trayectoria profesional | Ganador   |

MAC recibió, en los últimos años, otros premios y reconocimientos a su carrera, como el Premio a la Germandat de Cine de Barcelona, Galardón o el homenaje en la Muestra de Cortometrajes de Olesa de Montserrat. Su obra ha sido objeto de varias exposiciones, entre las cuales destaca la que le dedicó la Filmoteca Nacional en Madrid. En el Festival Internacional de Cine de Sitges del año 2012, se estrena el cortometraje Un chico de portada, dirigido por David Muñoz, que hace un recorrido por su vida artística, explicada por el mismo MAC. En 2013 fue nombrado miembro de honor de la Academia del Cine Catalán y al 2014 Cruz de Sant Jordi